# Museu da Academia Etrusca e da Cidade de Cortona
O Museu da Academia Etrusca e da Cidade de Cortona (em italiano: Museo dell'Accademia Etrusca e della Città di Cortona) é um museu de arte e arqueologia da Itália, localizado em Cortona.
O museu foi fundado em 1727 quando o Abade Onofrio Baldelli doou sua coleção e sua biblioteca à Academia Etrusca, que havia sido criada por seus sobrinhos Marcello, Filippo e Ridolfino Venuti. Eles se haviam reunido com outros nobres cortoneses para fundar uma sociedade de ciências e erudição. A coleção Baldelli era composta de estátuas, ídolos, inscrições, urnas, gemas gravadas, lampadários, ex-votos, pinturas, exemplares minerais e vegetais, instrumentos científicos e outras peças, num conjunto típico do antigo colecionismo privado e dos gabinetes de curiosidades. As peças foram instaladas no último piso do Palazzo Casali, após autorização do Grão-Duque da Toscana João Gastão de Médici.
Ao longo do século XVIII a coleção foi sendo ampliada com resgates arqueológicos da região e sobretudo com doações de membros da Academia. Em 1783 foi realizado seu primeiro inventário. Após um período de obscuridade, em meados do século XIX as atividades do museu ganharam novo alento com a doação de outros itens importantes, como um grande lampadário etrusco e a pintura da musa Polímnia, ao mesmo tempo que a Academia ampliava suas instalações.
Em 1874 assumiu a direção Girolamo Mancini, especialmente interessado no aprimoramento das coleções arqueológica e bibliográfica, incorporando a grande doação do Monsenhor Guido Corbelli, Bispo de Cortona. No início do século XX outros espaços do palácio foram destinados ao museu, possibilitando uma ressistematização das coleções. O acervo foi sendo enriquecido com outros acahdos arqueológicos e doações, incluindo uma doação de mais de mil peças da Condessa Giulia Baldelli Boni, e em 1948 o museu reabriu suas portas depois de uma reformulação completa que destinou todo o Palazzo Casali às atividades da Academia e do museu.
Em 1995 os espaços foram novamente reformados e em torno de 2005 uma grande série de achados arqueológicos, realizados em um projeto integrado por várias instituições italianas, passou para o acervo do museu, que possibilitaram completar em grande parte o registro da história da cidade e da região deste a pré-história até os dias de hoje.